# Колон (департамент)
Вижте пояснителната страница за други значения на Колон.
Коло̀н (на испански: Colón) е един от 18-те департамента на централноамериканската държава Хондурас. Населението е 319 786 жители (приб. оц. 2015 г.), а общата площ 8875 км². Създаден е през 1881 г.

## Общини
В департаментът има 10 общини, някои от тях са:
1. Бонито Ориентал
2. Ириона
3. Лимон
4. Саба
5. Санта Фе